# Caumont, Tarn-et-Garonne

Caumont este o comună în departamentul Tarn-et-Garonne din sudul Franței. În 2009 avea o populație de 319 de locuitori.

## Evoluția populației
| An        | 1975 | 1982 | 1990 | 1999 | 2006 | 2009 |
| --------- | ---- | ---- | ---- | ---- | ---- | ---- |
| Populație | 296  | 318  | 262  | 263  | 300  | 319  |